# Nedda El-Asmar

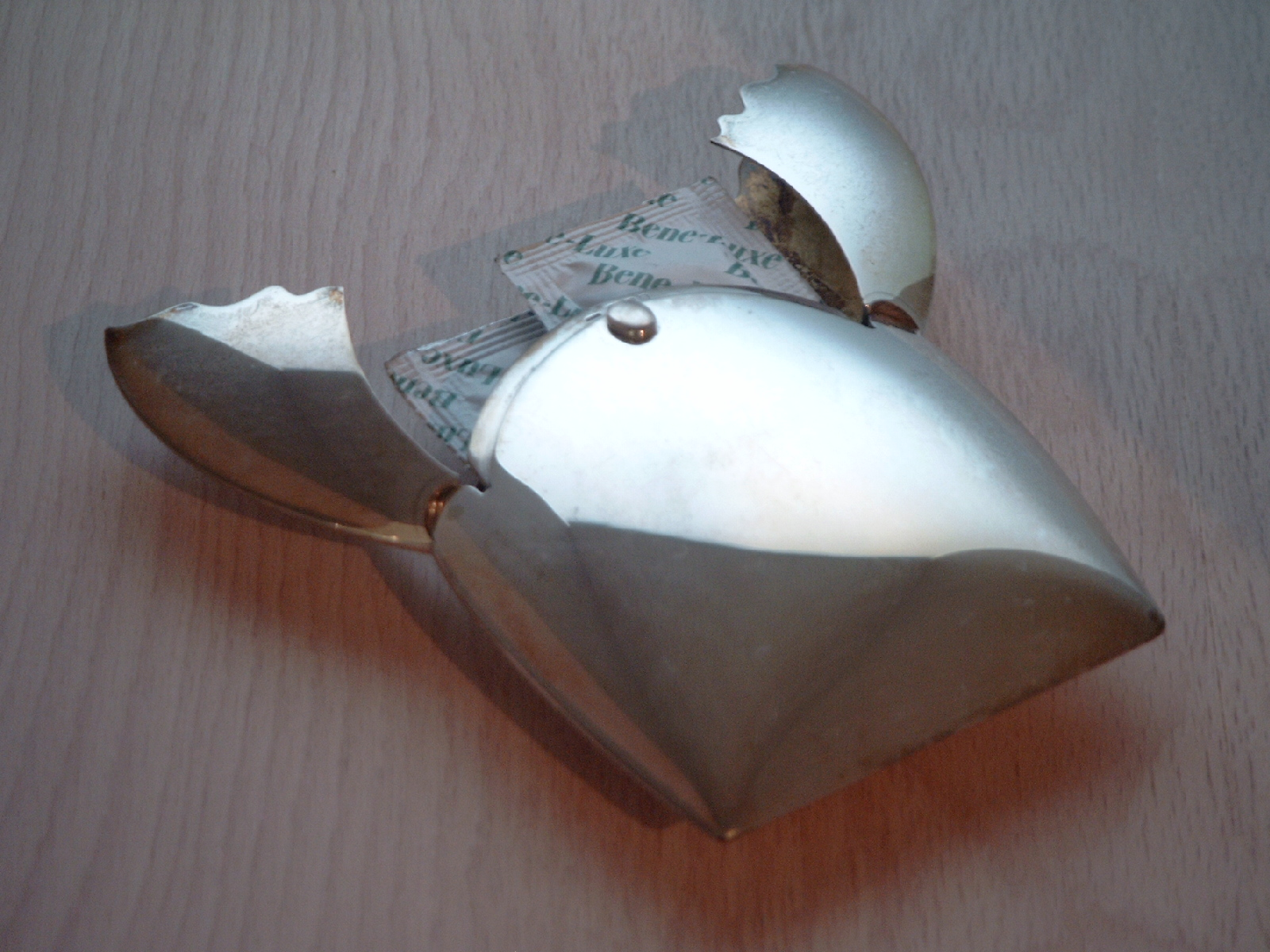
Condoomhouder (1992), zilver

Nedda El-Asmar (Aalst) is een Belgische edelsmid van Palestijnse afkomst.

## Levensloop
El-Asmar woonde oorspronkelijk in het Vlaams-Brabantse Overijse. Op aanraden van haar vader volgde ze samen met haar broer aldaar de afdeling Beeldende Kunst in de BKO.KUNSTSCHOOL. Aldaar werd haar zin voor schoonheid en innovatie gesensibiliseerd en gestimuleerd. Nadien besloot ze om iets "driedimensioneel" te gaan studeren en daarbij ook met de handen creatief te zijn. Er volgde een opleiding aan de Koninklijke Academie voor Schone Kunsten van Antwerpen waar zij  zich toelegde op de juweelkunst onder leiding van Jean Lemmens. Daaromtrent getuigt zij "Ik wist heel snel dat ik iets met mijn handen wilde doen. Juwelen ontwerpen leek me interessant. Tijdens mijn opleiding raakte ik gefascineerd door zilver. Ik had direct een affiniteit met het materiaal. Met hout ben je snel uitverteld, met materialen als koper of zilver is heel veel mogelijk. Er bestaan zoveel technieken: smeden, forceren, solderen, polijsten en patineren."

Zij vervolmaakte zich daarna verder met een tweejarig postgraduaat aan het Royal College of Art te Londen. Naast technisch zeer onderlegde docenten had je er ook David Watkins en Michael Rowe waar men ook terechtkon met artistieke vragen. Ze kreeg er gastdocenten en lezingen van een hoog niveau.
Er volgde een internationale doorbraak.  Nedda El-Asmar kreeg in 1997 de Sterckshofopdracht toegewezen. Daarvoor schiep zij het werk Ontbijt in de Melkweg met 975 zilver. De tuimelbekers en kommen van dit werk draaien en tollen als planeten in het melkwegstelsel. De ontbijtset bestaat uit een champagneglas, een fruitbeker, een koffiekop, een eierdopje, een jampot, een honingpot met deksel en een schaal. Uit dit werk blijkt dat bewegingen en compositie van wezenlijk belang zijn in haar werk. 
 
In 2001 kocht het Zilvermuseum te Antwerpen van haar het servies Central Park aan. Ze maakte heel wat ontwerpen voor gerenommeerde bedrijven als Christofle, Hermès, Puiforcat en Robbe & Berking. Nadat ze in 1997 de jong-talenttrofee van de Henry Van de Velde Prijzen binnenhaalde, werd ze met het servies Piu voor luchtvaartmaatschappijen in 2004 door Design Vlaanderen bekroond voor het beste product.

Zij is een van de eerste zilversmeden die resoluut gekozen heeft voor het ontwerpen van gebruiksvoorwerpen in plaats van juwelen. Zo ontwierp zij peper- en zoutvaatjes, een eierdopje, een bestek, een koffiekan.  In het Verenigd Koninkrijk  kreeg zij een eervolle vermelding met een medaille voor de 350ste verjaardag van Isaac Newton.

Het doel van Nedda El-Asmar is duidelijk het herformuleren van klassieke gebruiksobjecten in zilver (vb. bestekken en serviezen) in een hedendaagse taal. Daartoe verbindt ze technische kwaliteiten en klassieke elegantie met een eigentijdse persoonlijke toets. Haar oosterse afkomst ziet zij als een verrijking bij het ontwerpen.

Vanaf 2007 is ze docente op haar vroegere school, nl de Koninklijke Academie te Antwerpen.

## Werken

### Algemeen
Sommige van haar werken zitten in het museumbestand zoals dat van het Design Museum te Gent. Daar bevindt zich een ontwerp voor een condoomhouder (1992), een zilveren kleinood om condooms in op te bergen.  Bekend van haar is het bestek en servies Central Park, geproduceerd in 1999 door het Franse productiehuis Puiforcat. Met het ontwerp Winged Wine Jug, een gevleugelde wijnkan, gaat zij in tegen haar vroegere speelse vormgeving. De wijnkan bestaat uit twee volumes: een ranke cilinder en daarop een cirkel, gedeeltelijk geplooid om alzo de vleugels te verkrijgen die een overvloed aan wijn symboliseren. El-Asmar herleidt de vormgeving tot zijn strikte eenvoud.

### Chronologie
- 1989 Bestek in gekleurd email
- 1991 Conasysteem (kannen voor soorten koffie)
- 1992 Condoomdoosje
- 1993 Picknickmand
- 1997 Sterckshofopdracht met Ontbijt in de melkweg, 925 zilver
- 1998 Wave (bestek in RVS voor Puiforcat met asymmetrisch handvat en drietandige vork)
- 1999 Selle (tinnen collectie voor Hermès gebaseerd op een zadel, ook in bruin, oranje en zwart Muranoglas en cederhout gemaakt)
- 1999-2003 Trofee voor de Henry Van de Velde Award bestaande uit stapelbare bekers, afwisselend mat en glanzend
- 2000 Geperforeerde schaal in zilver
- 2000 Central Park (thee- en koffieservies in massief zilver)
- 2001 Astyce (hondenleiband voor Hermès)
- 2001 Bartabas (zadel voor de dressuuropleiding, Hermès, voor L'Académie du Spectacle Equestre de Barabas in Versailles)
- 2003 Virgule (bestek voor Puiforcat in zilver en roestvrij staal)
- 2003 Aperitieflepeltje (in productie bij Robbe&Berking) ontworpen voor de tentoonstelling Table d'Ouvrage bij Sofie Lachaert
- 2004 Più (servies voor First en Business Class, de Ster)
- 2006 Pegasus (klassiek maar hedendaags bestek voor massaproductie, Villeroy&Boche)
- 2006 Bestek HTS (geglasstraald met een H voor Hermès, bedacht met de Henry Van de Velde prijs van het publiek)
- 2006 Appetize voor Eternum/Gense, aperetieflepeltje en -vorkje, won de Formidable Design Formex in 2006 te Zweden
- 2006 Criollo (dubbelwandige schaal van RVS voor chocoladefondue waarin de chocolade één uur warm blijft, ontwikkeld met chocolatier Pierre Marcolini)
- 2006 Narghile (een tinnen waterpijp, tabakskop uit technisch keramiek, voor Airdiem, bedacht met het label Observeur Du Design O8)
- 2007 Appetize (slabestek voor Eternum/Gense) als uitbreiding van aperitiefsetje bestaat uit een 34 cm lange slalepel en -vork in 18/10 RVS; het geheel oogt organisch waarbij een theeblad de ontwerpster inspireerde; de stukken zijn voorzien van de handtekening van de ontwerpster

## Onderscheidingen
In 2007 werd zij door de Stichting Interieur verkozen als "Belgisch Designer van het Jaar". Door deze erkenning kreeg zij verschillende nieuwe opdrachten, ditmaal niet meer in zilver. Door deze opdrachten wil de ontwerpster haar horizon verbreden en met andere materialen zaken uitproberen. Op 2 februari 2009 werd zij de laureaat van de Prijs van de Vlaamse Gemeenschap voor Architectuur en Vormgeving.

## Tentoonstellingen
In 2008 liep er te Gent, in het Designmuseum een tentoonstelling "Nedda El-Asmar. Verleidelijke eenvoud clair-obscur". Eerder was er een overzichtstentoonstelling in het museum Grand Hornu, vlak bij Mons.